# Namory Cissé
Namory Noel Cissé (5 gennaio 2003) è un calciatore austriaco, attaccante del Dukla Praga.

## Carriera
Cissé è cresciuto nei settori giovanili di Wacker Innsbruck e Colonia. Nel 2022 è stato acquistato dal Fortuna Sittard ma non ha giocato alcun incontro con la prima squadra. Nel 2023 è tornato in Austria dove ha firmato con l'Austria Lustenau ed il 22 luglio ha giocato il suo primo incontro ufficiale in ÖFB-Cup contro il Mötz/Silz, segnando una doppietta.

## Statistiche

### Presenze e reti nei club
Statistiche aggiornate al 4 maggio 2024.
| Stagione        | Squadra          | Campionato      | Campionato | Campionato | Coppe nazionali | Coppe nazionali | Coppe nazionali | Coppe continentali | Coppe continentali | Coppe continentali | Altre coppe | Altre coppe | Altre coppe | Totale | Totale | Totale |
| Stagione        | Squadra          | Comp            | Pres       | Reti       | Comp            | Pres            | Reti            | Comp               | Pres               | Reti               | Comp        | Pres        | Reti        | Pres   | Reti   |        |
| --------------- | ---------------- | --------------- | ---------- | ---------- | --------------- | --------------- | --------------- | ------------------ | ------------------ | ------------------ | ----------- | ----------- | ----------- | ------ | ------ | ------ |
| 2021-2022       | Colonia II       | RL              | 1          | 0          |                 | -               | -               |                    | -                  | -                  |             | -           | -           | 1      | 0      |        |
| 2022-2023       | Fortuna Sittard  | ED              | 0          | 0          | CO              | 0               | 0               |                    | -                  | -                  |             | -           | -           | 0      | 0      |        |
| 2023-2024       | Austria Lustenau | BL              | 26         | 3          | CA              | 3               | 2               |                    | -                  | -                  |             | -           | -           | 29     | 5      |        |
| Totale carriera | Totale carriera  | Totale carriera | 27         | 3          |                 | 3               | 2               |                    | 0                  | 0                  |             | -           | -           | 30     | 5      |        |